# Clinodiplosis rubiae
Clinodiplosis rubiae är en tvåvingeart som först beskrevs av Tavares 1918.  Clinodiplosis rubiae ingår i släktet Clinodiplosis och familjen gallmyggor. Inga underarter finns listade i Catalogue of Life.